# 徐紫茵
徐 紫茵（シュイ・ズーイン、1996年5月6日 - ）は、中国の歌手・女優。

## 来歴
福建省廈門双十中学、北京電影学院卒業。
2008年にJYPエンターテインメント、2011年にSMエンタテインメント、2013年にCUBEエンターテインメントのオーディションに合格するが、学業優先のため契約は行っていない。
2020年にiQIYIのオーディション番組『青春有你2』に出演し、視聴者投票によって最終順位は18位であった。
また、2021年にはMnetのオーディション番組『Girls Planet 999』に出演したが、第二回順位発表後、健康上の理由で辞退した。

## ディスコグラフィ
- IN（2021年）

## 出演

### 映画
- 老師・好（2019年）

### ドラマ
- 大宋少年志 〜secret mission〜（2019年）

### その他
- 下一站伝奇（2017年、東方衛視）
- 青春有你2（2020年、iQIYI）
- Girls Planet 999（2021年、Mnet）